# Margrete Aleksandersdotter
Margrete Aleksandersdotter (* 28. Februar 1261 in Windsor Castle; † 9. April 1283 in Bergen) war eine norwegische Königin.

## Leben und Wirken
Margrete war das älteste Kind des schottischen Königs Alexander III. und dessen erster Ehefrau Margarete von England. Sie wurde in Windsor Castle geboren, als ihre Mutter ihre Eltern, den englischen König Heinrich III. und Königin Eleonore von der Provence, besuchte.
Am 25. Juli 1281 wurde in Roxburgh ein Ehevertrag zwischen Margrete und König Erik Magnusson geschlossen. Im Jahr darauf kam sie im Alter von 20 Jahren nach Norwegen und heiratete in Bergen den 13 Jahre alten König und wurde von Erzbischof Jon Raude gleichzeitig zur Königin gekrönt. Sie starb aber bald danach. Es handelte sich um eine rein politisch motivierte Ehe. Sie sollte die Spannungen zwischen Norwegen und Schottland beseitigen, die seit den 1260er Jahren, als Norwegen 1266 im Frieden von Perth die Hebriden und die Insel Man an Schottland abtreten musste, bestanden. Auf norwegischer Seite war man an der Sicherung des Besitzes von Orkney und den Shetlandinseln interessiert.
Der Ehevertrag sah eine Mitgift von 14.000 Mark Sterling, zahlbar in vier Terminen zwischen 1281 und 1284 in Bergen, vor. Die Hälfte davon sollte über die Einnahmen aus dem Landbesitz in Schottland beglichen werden. Diese Einnahmen wurden später zum Streitgegenstand zwischen Norwegen und Schottland, denn die Zahlungen waren nach 1289 eingestellt worden. In Norwegen erhielt Margaret als Morgengabe die Einnahmen von 1400 Markebol. Außerdem enthielt der Vertrag detaillierte Regelungen über die Erbfolge der Kinder aus dieser Ehe auf den schottischen Thron für den Fall, dass König Alexander ohne bevorrechtigte Erben versterben sollte. Diese Situation, die 1281 als rein hypothetische angenommen wurde, trat ein, als König Alexander III. 1286 starb. Das führte dazu, dass die Tochter König Eriks mit seiner Frau Margrete mit Namen Margarete das Königreich Schottland erbte. Sie wurde 1289 als Königin von Schottland anerkannt.
Ihre Ehe war nicht leicht. Sie war mit einem Knaben verheiratet, und ihre Schwiegermutter Ingeborg Eriksdatter war am Königshof dominierend. Nach einer schottischen Chronik war sie gegen die Krönung Margretes gewesen. Eine andere schottische Chronik schildert, wie sie sich bemühte, ihren Ehemann zu kultivieren, ihm Englisch und Französisch und Tischmanieren beibrachte. Sie starb offenbar an einer in Norwegen zu dieser Zeit grassierenden Seuche, die viele Menschenleben forderte.
Zusammen mit Erik wurde sie in der norwegischen Volksdichtung durch das romantische Gedicht „Kong Eirik og Hugaljod“ mit 38 Strophen verewigt. Es stammt wahrscheinlich aus dem 13. Jahrhundert.